# 728 Leonisis
728 Leonisis là một tiểu hành tinh ở vành đai chính, thuộc nhóm tiểu hành tinh Flora. Nó được xếp loại tiểu hành tinh kiểu A và kiểu L nhưng không được hoàn toàn chắc chắn.
Tiểu hành tinh này do Johann Palisa phát hiện ngày 16.2.1912 ở Viên, và được đặt theo 2 tên: Leo Gans, chủ tịch hội Vật lý London (nhân dịp sinh nhật thứ 70 của ông), và tên nữ thần Isis, biểu tượng của Hội này